# Dave Bulthuis
Dave Bulthuis, född 28 juni 1990, är en nederländsk fotbollsspelare som spelar för Ulsan Hyundai i K League 1.

## Karriär
I januari 2019 värvades Bulthuis av sydkoreanska Ulsan Hyundai.